# Uroš Žun
Uroš Žun, slovenski pravnik, * 6. marec 1903, Radovljica, † 4. maj 1977, Ljubljana.
Rodil se je v družini znanega radovljiškega pravnika in političnega delavca Valentina Žuna in se tudi sam usmeril v pravo.
Med letoma 1938 in 1941 je služboval kot obmejni komisar v Mariboru. Leta 1940 je iz Nemčije prišel dekret, da obmejni komisarji ne smejo več dovoliti prehoda meje beguncem, še zlasti ne Judom. Takrat pa je Uroš že dobil prošnjo, če lahko čez mejo spusti šestnajst judovskih deklet. Kljub predsodkom se je nazadnje odločil, da bo dekleta spravil čez mejo. S tem je ogrozil sebe in svojo družino, a zavedal se je, da bo pečat, ki jim bo dal na prepustnice, dekletom rešil življenje. Ko so se dekleta znašla čez mejo, niso vedela, kam naj grejo. Žun se je zato odločil, da jim bo pomagal. Odpeljal jih je do hotela, katerega lastnik je bil Jud in ta je dekleta brezplačno sprejel ter jih povezal z judovsko občino v Zagrebu. Uroš Žun se je zavedal, da ga čaka težka kazen, zato se je začel z družino skrivati. Nemci so razpisali nagrado 10.000 mark tistemu, ki ga bo prijavil. Žun je najprej šel v Bosno, nato pa se je odselil v Trst, kjer se je tudi zaposlil. Dekleta, ki jih je rešil, so v Zagrebu prišla pod okrilje judovske občine, od tam pa po dolgem potovanju leta 1945 v britansko Palestino.
Izraelska spominska organizacija Jad Vašem (Yad Vashem) mu je leta 1987 posthumno podelila naziv »pravičnega med narodi«, ki ga prejmejo tisti nejudje, ki so tvegali svoja življenja za pomoč Judom v času holokavsta.
Občina Radovljica je na njegovi rojstni hiši leta 2012 postavila spominsko ploščo.